# لوردس (نورته د سانتاندر)
لوردس (انگلیسی: Lourdes, Norte de Santander) نام یک منطقه مسکونی در کلمبیا است.